# Oncologische ulcus
Een oncologisch ulcus ontstaat door kwaadaardige cellen, met name kankercellen die door de huid dringen. Een oncologische wonde ontstaat door een tumorbehandeling zoals bestraling of radiotherapie. De wondheling kan beginnen van zodra de behandeling stopt. Het is belangrijk om een oncologische wonde en een oncologisch ulcus goed van elkaar te onderscheiden voor de behandeling.
Enkele kenmerken van het ulcus zijn volgende:
- niet helende/bestaande wond
- grillige vorm
- bloemkoolvormig aspect
- bloedingsneiging
- geur
- pijn

## Wondheling
Bij een oncologisch ulcus is wondheling onderdeel van het proces, maar is de hoofdzaak gericht op het comfort en de levenskwaliteit van de patiënt. Uit de symptomen, gelinkt aan een oncologisch ulcus, komt een onaangename geur vaak naar voor als de belangrijkste oorzaak van ongemak.

## Behandeling geur
Een onaangename geur bij een oncologisch ulcus is een urgent probleem dat de hoogstnodige interventies nodig heeft om de levenskwaliteit te optimaliseren. Mogelijke interventies zijn:

### Debrideren
Debrideren is het verwijderen van dood weefsel op de wonde. Dit kan helpen om de geur te verminderen, maar is niet raadzaam bij dit soort wonden. Door het debrideren kunnen complicaties zoals bloedingen en pijn optreden. De voorkeur gaat nog steeds naar het dood weefsel in tact te laten.

### Antibacteriële middelen
Door aanwezigheid van microben kan er een onaangename geur ontstaan. Om dit tegen te gaan kan er antibiotica gegeven worden, dat altijd wordt voorgeschreven door een arts.
Niet enkel antibiotica, maar ook zilververbanden helpen bij het bestrijden van bacteriën. Buiten zilververbanden kan houtskool of actieve kool toegevoegd worden aan de wondzorg. Een zilververband is een antibacterieel verband (bestrijdt de bacteriën) die zilver bevat. Producten op basis van houtskool worden gebruikt als afdekkend verband.
De lage pH-waarde (zuurtegraad) van producten op basis van honing zorgt voor een bacteriedodende werking.